# Ermanno (vescovo di Grosseto)
Ermanno (metà del XII secolo – 1º febbraio 1216) è stato un vescovo cattolico italiano.

## Biografia
Ermanno fu prevosto della cattedrale di Siena e venne nominato vescovo di Grosseto intorno al 1212, succedendo ad Azzo, menzionato nel 1210.
Resse la diocesi grossetana per circa quattro anni e morì il 1º febbraio 1216, secondo il necrologio del duomo di Siena: «Anno Domini MCCXVI Kalendis Februarii obiit Hermannus, qui fuit Senis Propositus et postea Grossetanus episcopus».